# أسود (لعبة فيديو)
أسود هي لعبة إطلاق النار من منظور الشخص الأول وضعتها كريتريون جيمز والتي نشرتها إلكترونيك آرتس، صدرت في 23 فبراير 2006.
برمجية كريتريون أرادت إعادة جو أفلام الحركة في هوليوود، وذلك باستخدام بيئة هالكة كليا، ترافقه مؤثرات خاصة ومذهلة : المباني إلى أنقاض، الأغراض تنفجر. الكثير من العمل الذي تم القيام به على نماذج الأسلحة و البطانات.
أسود يمكن كذلك أن يفخر بكونه واحد من أفضل ألعاب على PS2 وXbox بفضل خبرة كريتريون في المسألة (سلسلة من الإرهاق تم تطويرها من قبل هذا الاستوديو).
الصحافة المتخصصة لفتت النظر بالإجماع على هذه النقطة الإيجابية، في حين اللوم في كثير من الأحيان على مدة الحياة المنخفضة جدا والذكاء الاصطناعي الضعيف.
إصدار إكس بوكس متوافق مع وحدة تحكم إكس بوكس 360 و قد صدرت نسخة للتحميل على Xbox Live مقابل 1200 نقطة مايكروسوفت.

## مستويات
مدة الحياة هي ما يقارب من 6 إلى 9 ساعات من اللعب مع رتبة من القوات الخاصة.
- شوارع Veblensk (مقدمة، حوالي ربع حجم مستويات أخرى)
- حدود Treneska
- مدينة Nazrani
- مسبك Nazrani
- ملجأ Tivliz
- أحواض Vratska
- جسر Graznei
- معسكر Spetriniv

## قائمة الأسلحة
- مسدسات :
  - DC3 النخبة
  - غلوك
  - ماغنوم
- الرشاشات :
  - AK 47
  - SMG
  - G36C
  - P90
  - MP5
  - MAC10ELITE
  - M16
- البنادق :
- SPAS 12
  - REMINGTON 870
- الأخرى :
  - M203 (قاذفة قنابل يدوية)
  - M249 (مدفع رشاش ثقيل)
  - آر بي جي (قاذفة الصواريخ)
  - فالتر 2000 (بندقية قنص)
  - قنابل يدوية

إنهاء اللعبة في صعوبة  تمكن من تأمين أسلحة المال من أجل هذه الصعوبة ( الذخيرة غير محدودة )

## روابط خارجية
- أسود على موقع IMDb (الإنجليزية)